# 猫渕川
猫渕川（ねこぶちがわ）は、岩手県二戸市、九戸城の近くを通る川。

## 概要
戦国後期、九戸政実の乱の舞台となった。
九戸城は、三方を河川に囲まれた天然の要害で、西側を馬淵川、北側を白鳥川、東側を猫渕川に囲まれている。